# 張爍
張 爍（ちょう しゃく、Zhang Shuo、チャン・シュオ、1983年9月17日 - ）は、中国の元サッカー選手である。
2002年に天津康師傅よりデビューを果たし、翌年には中国代表に初招集された。2004年にはアジアカップの代表に選ばれており、チームは準優勝している。

## 所属クラブ
- 2002 - 2007  天津康師傅
- 2010  プルシク・ケディリ
- 2010 - 2011  ニューカッスル・ユナイテッド・ジェッツ
- 2011 - 2015  広州富力
  - 2015  天津松江（レンタル移籍）
- 2016-2017  天津権健
  - 2015  江蘇塩城鼎立（レンタル移籍）